# ثناء دبسي
ثناء دبسي (1359- 1445 هـ / 1941- 2024 م) ممثلة سورية، من رائدات المسرح والدراما في سوريا. وهي زوجة الفنان سليم صبري، ووالدة الفنانة والمعارضة السياسية يارا صبري، وشقيقة الفنانة ثراء دبسي.

## ولادتها ونشأتها
ولدت ثناء بنت طاهر دبسي في حلب، يوم الأربعاء 4 ذو الحجة 1359هـ الموافق 1 يناير 1941م، وبدأت وهي صغيرة في أواسط خمسينيات القرن العشرين تعلم الغناء والموشَّحات والقدود الحلبية، وتلمذت على يد الأساتذة الموسيقيين: بهجت حسان، ومحمد خيري، وأحمد الصابوني، في مدرسة النضال العربي. وتعلمت رقص السماح والرقص الشرقي والشركسي.
وشاركت مع أختها ثراء دبسي بالتمثيل في العروض التي كانت تقدمها فرقة مسرح الشعب على خشبة مسرح دار الكتب الوطنية في حلب، مع كل من الممثلين: أحمد عدَّاس، وعمر حجو، وحسن بصال.

## في المسرح القومي

ثناء دبسي في نحو عام 1973

في عام 1960 انتقلت مع أختها ثراء إلى دمشق فكانت من أوائل الفنانين المشاركين في تأسيس المسرح القومي، مع كل من: نهاد قلعي، وعبد اللطيف فتحي، ورفيق الصبان، ومحمود جبر.
وأدَّت على خشبته بطولة الكثير من العروض المسرحية العالمية، من أشهرها: شخصية ريجينا في مسرحية "الأشباح" لهنريك إبسن مع الفنان رفيق السبيعي، و"رجل القدر" لبرنارد شو، و"مروحة الليدي وندرمير" لأوسكار وايلد، و"أنتيغون" لجان أنوه، و"الإخوة كارامازوف" لديستويفسكي. إضافةً لعروض مثل: "الحيوانات الزجاجية" لتينسي وليامز، و"الملك لير" لشكسبير، و"الأشجار تموت واقفة" لأليخاندرو كاسونا، و"البخيل" لموليير، و"عرس الدم" للوركا.
وانضمَّت إلى نقابة الفنانين السوريين في 1 مارس 1968، وشاركت في أعمال تلفازية وإذاعية وسينمائية ومسرحية.
اتسم أداؤها التمثيلي بالتماهي الشديد مع الحالة النفسية للشخصية، والانفعال المنضبط.

## في الإذاعة والتلفزة
شاركت ثناء في إذاعة دمشق مع أحد مؤسسي الدراما الإذاعية في سورية مروان عبد الحميد، وسجلت عشرات الساعات الإذاعية معه. وتعلَّمت أساليب النطق الصحيح، وفنَّ الأداء الصوتي وشحنه بالعاطفة، وإلباسه سمات الشخصية المؤدَّاة، من الأستاذ جورج السيوفي.
وكانت من الممثلات المؤسِّسات للدراما التلفازية السورية، وكانت بداياتها فيما يسمَّى "المسرح التلفزيوني" بإشراف المخرج سليم قطايا، والمقصود به مسرح يُنصب ويصوَّر داخل أستوديو البث. ومن أعمالها فيه: "المستوصف"، و"عشاء الوداع"، و"رجل الشمع"، و"القناع"، و"راكبو البحار".
في بداية السبعينيات عملت مع المخرج علاء الدين كوكش في عدد من المسلسلات، منها: "الأميرة الخضراء"، و"حارة القصر"، و"زينة"، و"الانتظار". ومع المخرج غسان جبري في مسلسل "الفندق". وشاركت في أعمال درامية عربية حققت لها الانتشار والنجاح، فاشتغلت مع التلفزة المصرية في مسلسل "المتنبي" مع أمينة رزق وأحمد مرعي، وقدَّمت في الأردن أعمالًا مهمة مثل: "الميراث"، و"القفص"، للمخرجين عروة زريقات وصلاح أبو هنود. واشتغلت مع المخرج اللبناني أنطوان ريمي  في مسلسلي "شجرة الدر" و"صبح والمنصور".
واشتهرت بأداء شخصية الأم في كثير من المسلسلات منها: "سيرة آل الجلالي"، و"ذكريات الزمن القادم" للمخرج هيثم حقي، و "عصيُّ الدمع" للمخرج حاتم علي، و"غزلان في غابة الذئاب" و"زمن العار" و"بنات العيلة" للمخرجة رشا شربتجي.
وتوقفت عن العمل مرَّات كثيرة لتفرغها لرعاية أسرتها.

## حياتها الخاصة
تزوَّجت الممثل والمخرج السوري سليم صبري، وأنجبت ثلاثة أولاد: ريم، وثائر، ويارا الممثلة المعروفة. وصهرها الفنان ماهر صليبي زوج يارا، وأختها الممثلة والمخرجة ثراء دبسي.

## أعمالها

### في التلفزة
قدمت عشرات الأعمال التلفزيونية أولها مسلسل ساعي البريد عام 1963، ثم توالت الأعمال حتى آخر ظهور لها بمسلسل ناس من ورق عام 2019، وهذه قائمة بأهم المسلسلات التي شاركت فيها:
- ناس من ورق
- ترجمان الأشواق[12]
- أولاد القيمرية
- عن الخوف والعزلة[13]
- العراب نادي الشرق
- الشمس تشرق من جديد
- باب الحديد
- سيرة آل الجلالي
- البيت القديم
- القناع
- الفصول الأربعة
- غزلان في غابة الذئاب
- قوس قزح
- الميراث
- الواهمون
- عشاء الوداع
- عصي الدمع
- زمن العار
- وراء الشمس
- الزعيم
- بنات العيلة
- رحلة المشتاق
- أبو كامل
- الذئاب
- الأميرة الخضراء
- شجرة الدر
- هارون الرشيد
- الحقيبة
- حارة القصر
- ساعي البريد

### في المسرح
- شيترا 1961
- أبطال بلدنا 1961
- الأشباح 1962
- مروحة الليدي وندرمير 1962
- رجل القدر 1962
- مدرسة الفضائح 1963
- لو رآنا الناس معًا 1964
- الإخوة كارامازوف 1964
- هواية الحيوانات الزجاجية 1964
- الشرك 1965
- عرس الدم 1966
- التنين 1968
- زيارة السيدة العجوز 1971
- البخيل 1975
- أنتيغون 1975
- الأشجار تموت واقفة 1976

ثم توقفت ثناء دبسي عن العمل في المسرح عام 1978 وغابت أكثر من 22 عامًا؛ لتعود في عام 2000 بعرض "تخاريف" مع الممثل عبد الرحمن أبو القاسم، من إخراج صهرها ماهر صليبي.

### في السينما
- المخدوعون 1973، للمخرج المصري توفيق صالح.
- قيامة مدينة 1989، للمخرج الفلسطيني باسل الخطيب.
- اللجاة 1993، للمخرج السوري رياض شيا.
- حدوتة مطر (فِلم قصير) 2006، للمخرج ماهر صليبي.
- شوية وقت (فيلم قصير) 2008، للمخرج ماهر صليبي.
- سبع وسبعون فاصلة ( لم يعرض بعد).[14][15]

### في الإذاعة
تحتفظ إذاعة دمشق في أرشيفها بساعاتٍ طويلةٍ من الأعمال التي قدَّمتها ثناء دبسي بصوتها.

## جوائزها وتكريمها
- 2004 سوريا: كُرِّمت بمهرجان دمشق المسرحي.
- 2020 سوريا: كرِّمت ضمن احتفالية الثقافة السورية.[16]

## وفاتها
تُوفيت ثناء دبسي في دمشق، مساء الثلاثاء 10 شعبان 1445هـ الموافق 20 فبراير 2024م عن عمر ناهز الثالثة والثمانين بعد صراع مع المرض. وشُيع جثمانها يوم الخميس 22 فبراير 2024م من مشفى الطب الجراحي في شارع بغداد وسط دمشق، وصُلي عليها صلاة الجنازة عقب صلاة الظهر في جامع لالا باشا، ودُفنت في مقبرة الحرش الكبير بحي المهاجرين. حضر الجنازة حشدٌ كبير من الأهل والفنانين أولهم زوجها سليم صبري وأختها ثراء دبسي، إضافة إلى وفد من نقابة الفنانين السوريين، فيما غاب عن الحضور ابنتها يارا صبري؛ لإقامتها خارج سوريا منذ سنوات لمعارضتها للنظام السوري.

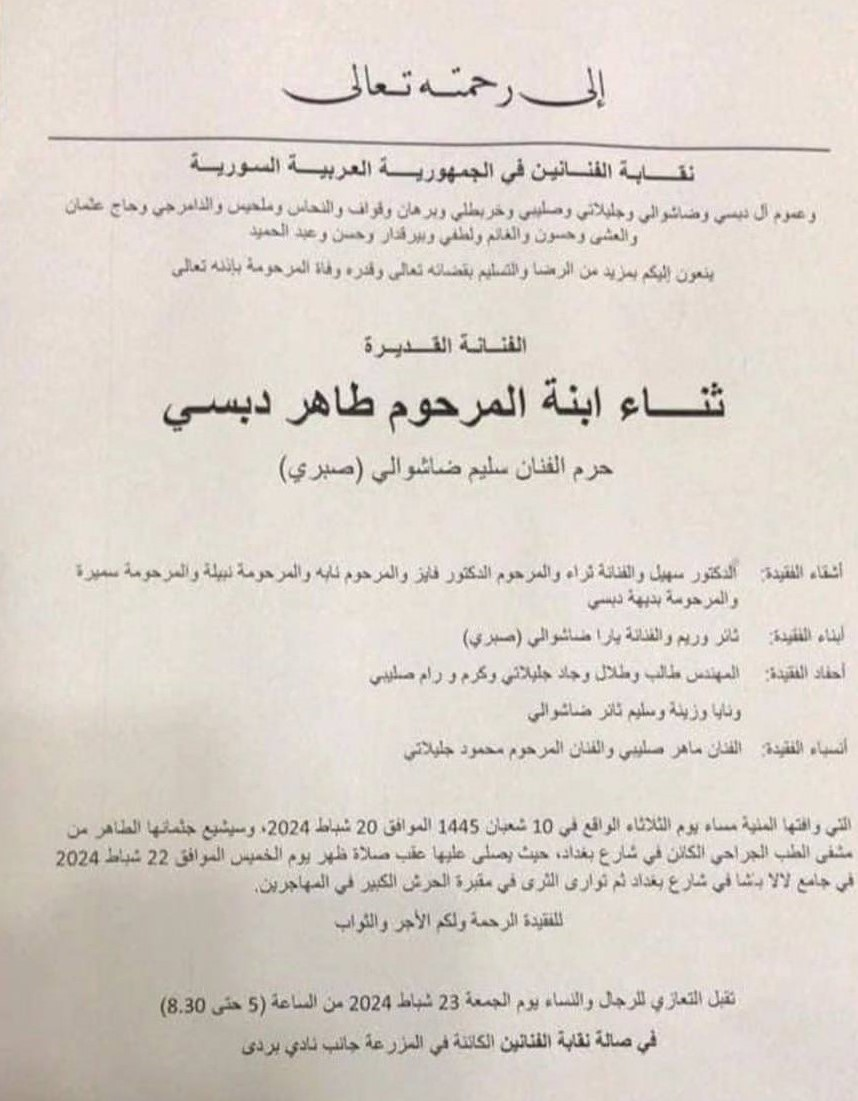
ورقة نعي ثناء دبسي

## روابط خارجية
- ثناء دبسي على موقع IMDb (الإنجليزية)
- ثناء دبسي على موقع قاعدة بيانات الأفلام العربية
- ثناء دبسي على موقع قاعدة بيانات الفيلم (الإنجليزية)
- ثناء دبسي على موقع كينوبويسك (الروسية)